# Hemithea doddi
Hemithea doddi là một loài bướm đêm trong họ Geometridae.